# Торканівська сільська рада
| Торканівська сільська рада — колишній орган місцевого самоврядування у Тростянецькому районі Вінницької області з адміністративним центром у с. Торканівка. Сільській раді підпорядковані населені пункти: - с. Торканівка - с. Дубівка |

## Склад ради
Рада складається з 16 депутатів та голови.

## Керівний склад сільської ради
| ПІБ                         | Основні відомості                                                                 | Дата обрання | Дата звільнення |
| --------------------------- | --------------------------------------------------------------------------------- | ------------ | --------------- |
| Ятковський Валерій Павлович | Сільський голова, 1954 року народження, освіта, член Народно-демократичної партії | 26.03.2006   | 31.10.2010      |
| Загон Сергій Васильович     | Сільський голова, 1967 року народження, освіта вища, безпартійний                 | 31.10.2010   | 13.06.2013      |
| Янковський Валерій Павлович | Сільський голова, 1954 року народження, освіта вища, безпартійний                 | 02.06.2013   |                 |

Примітка: таблиця складена за даними джерела